# Рют, Людвиг
Людвиг Рют (нем. Ludwig Rüth, также Льюис Рут, англ. Lewis Ruth; 20 января 1889, Ландау — 1947, Виндхук, Намибия) — немецкий дирижёр.
Получил образование в Мюнхене как флейтист. С 1912 года — солист оркестра Штутгартской оперы, затем — флейтист в оркестрах Лейпцига и Мюнхена, там же в 1914 г. начал пробовать себя как дирижёр. В 1916 году несколько раз появился за пультом Берлинского филармонического оркестра. После военной службы в годы Первой мировой войны вернулся в свой родной город Ландау и в ноябре 1919 г. был назначен первым руководителем созданного в городе Земельного симфонического оркестра Пфальца и Саарланда. Летом 1920 года оставил этот пост, работал дирижёром в Мюнхене, Саарбрюкене, Скандинавии.
В 1925 г. основал собственный танцевальный оркестр — первоначально Lewis Ruth-Band, в дальнейшем чаще Оркестр Людвига Рюта (нем. Orchester Ludwig Rüth). Этот коллектив вошёл в историю участием в первой постановке «Трёхгрошовой оперы» Бертольда Брехта и Курта Вайля (1928). В 1930—1934 Рют с оркестром принимал участие в музыкальном сопровождении двух десятков немецких кинофильмов. Начиная с 1928 года, оркестр Рюта записал более 400 лёгких музыкальных пьес.
В 1937 году Рют, женатый на еврейке, эмигрировал из нацистской Германии в Южную Африку и до конца жизни руководил небольшими танцевальными оркестрами в Дурбане и Виндхуке.